# Droits LGBT au Qatar
La reconnaissance des droits des personnes lesbiennes, gays, bisexuelles et transgenres (LGBT) au Qatar est inexistante car les actes homosexuels entre femmes adultes ou hommes adultes sont illégaux.

## Aperçu global

### Focus sur les droits LGBT+ dans le cadre de la Coupe du monde de football 2022
En vue de la Coupe du monde de football 2022, le Qatar demande aux homosexuels de faire preuve de « discrétion ». Pour Abdullah Al Ansari, les homosexuels doivent se plier aux lois et coutumes du pays, il sera interdit pour tout homosexuel de brandir un drapeau LGBT ou de faire une accolade en public à un autre homme. De plus, une enquête de mai 2022 menée par un média norvégien, suédois et danois a démontré que certains hôtels habilités à recevoir du public pour la Coupe du monde ont d'ores et déjà affirmé qu'ils refuseraient de recevoir des couples homosexuels. 

### Coming out médiatisé
Le docteur Nas Mohamedi est la première personne ressortissante gay  du Qatar à faire un coming out homosexuel en 2022 auprès d'un quotidien britannique,.

## Situation brève
- Aucun droit.
- Illégale, condamnée à une peine d'amende assortie de 7 ans de privation de liberté[5]. Pour les personnes de confession musulmane uniquement, la peine de mort est appliquée[réf. souhaitée].